# 2272 Montezuma
2272 Montezuma è un asteroide della fascia principale. Scoperto nel 1972, presenta un'orbita caratterizzata da un semiasse maggiore pari a 1,8666078 au e da un'eccentricità di 0,0897378, inclinata di 24,33522° rispetto all'eclittica.
L'asteroide è dedicato all'imperatore azteco Montezuma II.